# Tinus van Gelder
Martinus „Tinus“ van Gelder (* 2. Dezember 1911 in Ambarawa, Indonesien; † 26. August 1999 in Bellevue Hill, Australien) war ein niederländischer Radrennfahrer.

## Sportliche Laufbahn
Tinus van Gelder war im Bahnradsport aktiv und Teilnehmer der Olympischen Sommerspiele 1948 in London. Mit Klaas Buchly als Partner bestritt er das Tandemrennen. Beide wurden Fünfte.
1948 wurde er in der nationalen Meisterschaft im Punktefahren Zweiter hinter Henk Faanhof. 1951 kam er in der Meisterschaft im Sprint der Amateure auf den dritten Rang.